# Такт (музыка)
Такт (лат. tactus — касание; позднелат. значение — толчок, удар) — единица музыкального метра, начинающаяся с наиболее сильной доли и заканчивающаяся перед следующей равной ей по силе.

## Краткая характеристика
Такт определяется количеством и типом его метрических единиц — долей, количество и тип долей обозначаются размером такта. В нотной записи размер указывается после ключа в начале музыкального произведения (или такта, начиная с которого он изменился), условно, в виде обыкновенной дроби (например, «3/2», «2/4», «6/8», «4/4» и т. п.) или её условного обозначения ( эквивалентен 4/4,  эквивалентен 2/2). В числителе указывается количество долей, а в знаменателе — их относительная длительность.

## Затакт

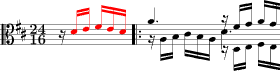
Затакт

Если произведение начинается со слабой доли, то в начале образуется неполный такт, который называется затактом. В большинстве случаев затакт не превышает половины такта. Затакт может образоваться и в середине произведения перед его любой частью. По традиции, произведения, начинающиеся с затакта, заканчиваются неполным тактом, ритмически дополняющим затакт.

## Тактовая черта
В нотной записи такт — совокупность нот и пауз, заключённая между двумя тактовыми чертами — вертикальными линиями, пересекающими нотный стан. Тактовая черта ставится перед первой долей такта.
.

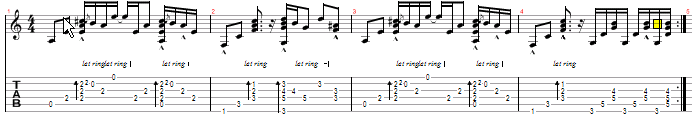
Фрагмент тактированной музыки. На верхнем нотоносце музыка записана в классической (пятилинейной тактовой) нотации, на нижнем — в системе гитарной табулатуры

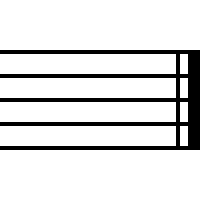
Заключительная тактовая черта

Конец композиции или её значительной части отмечает двойная тактовая черта; в заключительной тактовой черте одна из вертикальных линий, как правило, увеличенной толщины (см. иллюстрацию). Изредка встречаются также пунктирные тактовые черты.

## Исторический очерк
Термин «такт» (лат. tactus) впервые отмечается в трактате Адама Фульдского в 1490 году, где он означает отрезок времени в системе мензуральной ритмики, известный как тактус.